# José Francisco Moreira dos Santos

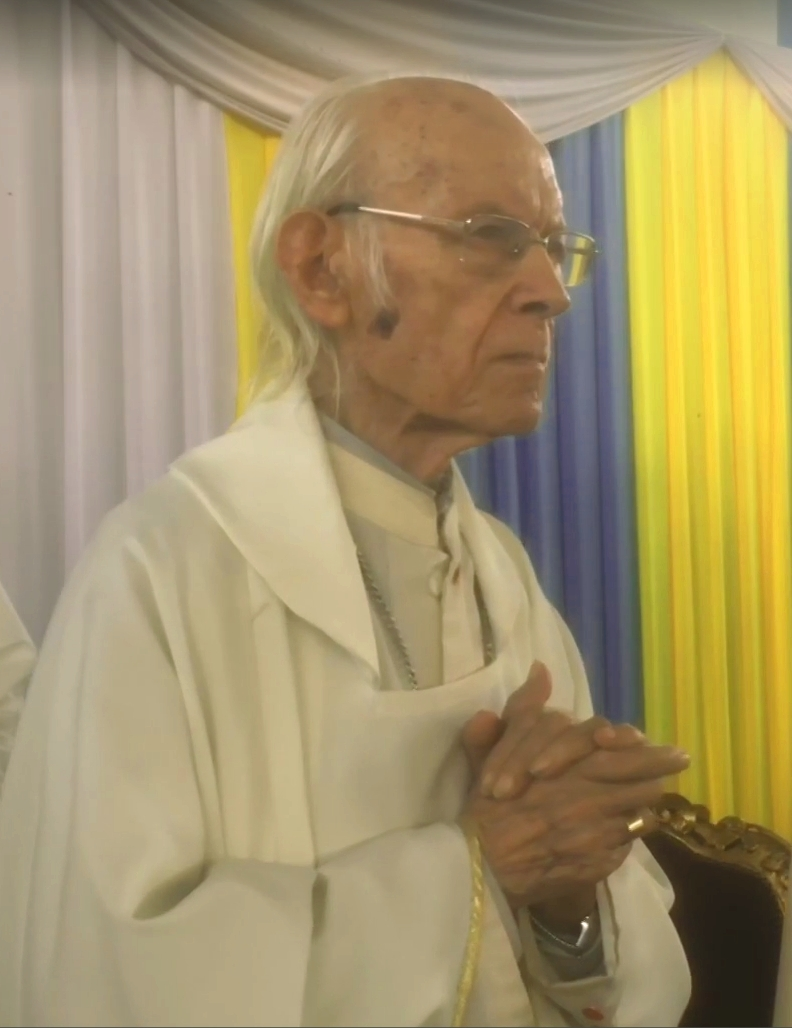
José Francisco Moreira dos Santos, 2022

José Francisco Moreira dos Santos OFMCap (* 12. Oktober 1928 in Mata Mourisca; † 16. März 2023 in Luanda) war Altbischof von Uije.

## Leben
José Francisco Moreira dos Santos trat der Ordensgemeinschaft der Kapuziner bei und empfing am 20. Januar 1952 die Priesterweihe.
Papst Paul VI. ernannte ihn am 14. März 1967 zum Bischof von Carmona e São Salvador. Der Apostolische Nuntius in Portugal, Erzbischof Maximilien de Fürstenberg, spendete ihm am 30. April desselben Jahres die Bischofsweihe; Mitkonsekratoren waren Erzbischof ad personam Ernesto Sena de Oliveira, Bischof von Coimbra, und Florentino de Andrade e Silva, Weihbischof in Porto. Das Bistum Carmona e São Salvador wurde während seines Episkopats 1969 in Bistum Uije umbenannt.
Am 2. Februar 2008 nahm Papst Benedikt XVI. seinen altersbedingten Rücktritt an.

## Einzelnachweis
1. ↑  -: Morreu Dom Francisco da Mata Mourisca, bispo emérito do Uíge. In: voaportugues.com. 17. März 2023, abgerufen am 17. März 2023 (spanisch).